# Thalassa (navire)
Pour les articles homonymes, voir Thalassa.
 (avril 2014).
Le Thalassa est un navire océanographique lancé en 1996, propriété de l'Ifremer. Il est venu remplacer un précédent navire du même nom et occupant les mêmes fonctions.

## Thalassa I
Le Thalassa 1 a été construit en 1960 au chantier Augustin Normand du Havre pour les besoins de l'ISTPM, un des instituts ayant constitué l'Ifremer, c'est le premier chalutier industriel français à pêche arrière. Au cours de ses 36 années d'exploitation il a fait 38 tours du monde.
Après avoir été un musée à Lorient, il a été détruit en mai 2012 au Havre.

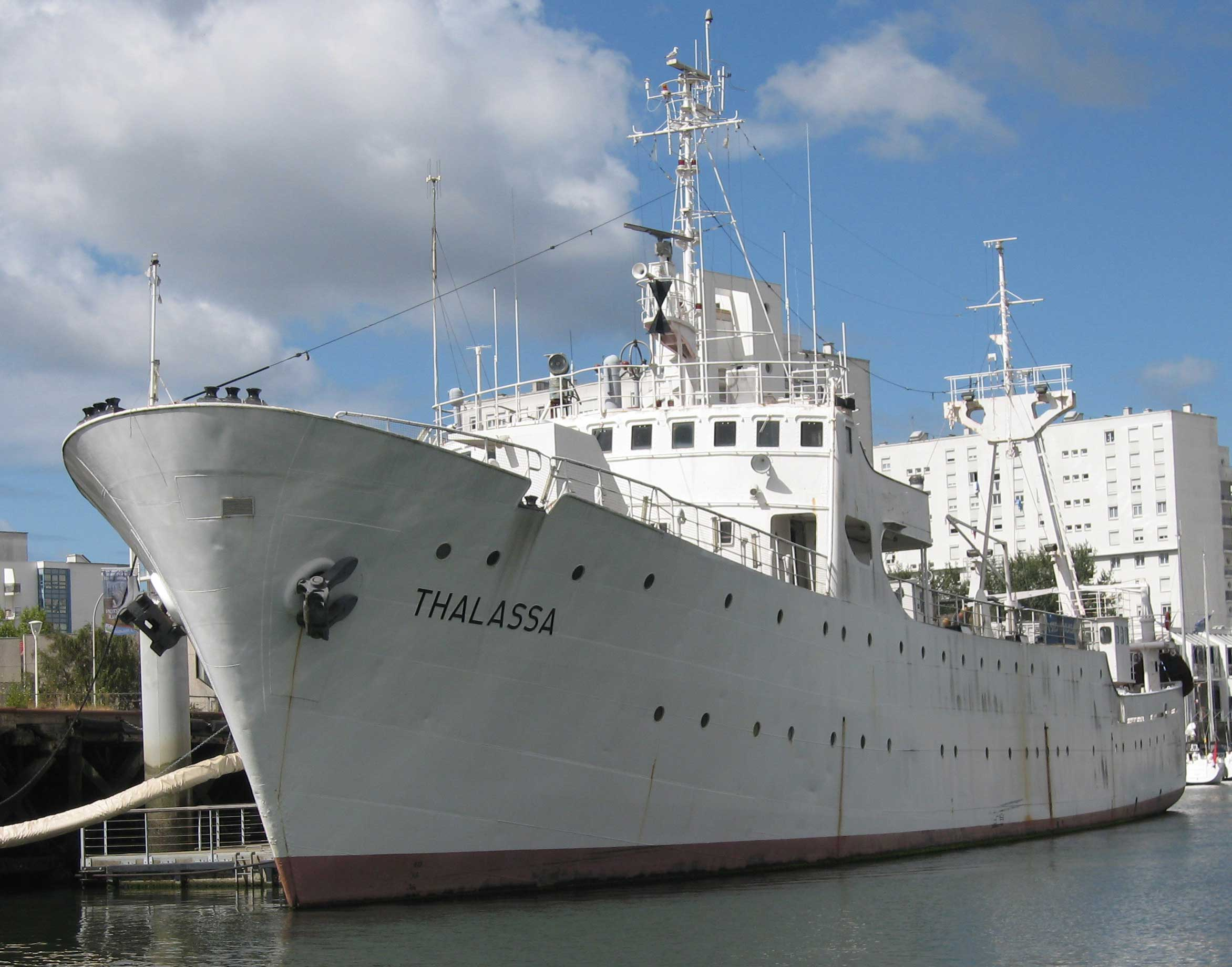
L'ancien Thalassa

## Thalassa
Le nouveau Thalassa a été construit à Dieppe par le chantier Manche Industrie Marine (Leroux et Lotz) et a commencé ses missions en juin 1996.
L'institut océanographique espagnol IEO a participé au financement et a utilisé le navire pour ses campagnes PELACUS de mars et septembre jusqu'en 2012.
Il est armé par le GIE Genavir, également armateur des autres navires de la Flotte océanographique française, opérée par l’Ifremer.

### Missions
L'activité principale du navire est la recherche halieutique, notamment lors de trois missions annuelles d'évaluation des stocks :
- IBTS : espèces démersales en mer du Nord de mi janvier à fin février.
- PELGAS : espèces pélagiques dans le golfe de Gascogne en de fin avril à début juin.
- CGFS : espèces démersales en Manche (mer) de mi septembre à mi octobre.
- EVHOE : espèces démersales dans le golfe de Gascogne et en mer Celtique de mi octobre à début décembre.

En dehors de ces missions, sa polyvalence lui permet d'effectuer des missions d'océanographie physique ou de biologie. Il est en outre capable d'opérer le ROV Victor 6000, notamment lors de la mission IceCTD en Islande en 2012.

### Propulsion
- Quatre diesel alternateur (DA) de type MWM Deutz (modèle : TBD 604 BV 12) d'une puissance unitaire de 1 128 kW. Le fonctionnement normal est sur un à trois DA selon la puissance nécessaire, le quatrième DA étant réservé pour la maintenance.
- L'énergie produite alimente, outre l'électricité nécessaire pour le bord, l'unique moteur électrique de propulsion de type synchrone (Cegelec type RP 38P 12/12) de 2 200 kW à 150 tr/min. Hélice à pales fixes.
- Pour les équipements scientifiques et de navigation, deux groupes tournants Leroy Somer de 30 kVA (un seul en service à la fois) produit un courant 220 VAC 50 Hz régulé et sauvegardé par batteries.
- Propulseur avant électrique (obturé) Brünvoll de 440 kW.
- Propulseur arrière hydraulique Brünvoll de 264 kW.
- Gouvernail articulé de type Becker.

#### Apparaux de pont
- Un portique arrière basculant - CMU 10/22 t.
- Un portique latéral et treuils hydrologie et bathysonde - CMU 5 t.
- Deux treuils de funes, câble acier Ø 26 mm - CMU 15 t.
- Deux enrouleurs de chaluts - CMU 30 t.
- Un treuil de netsonde (bâbord) & un treuil de dragage (tribord).
- Deux puits du type Travocéan (Ø 12 et Ø 20 pouces).
- Grue télescopique - CMU 10 t à 10 m.
- Un faux pont peut être mis en place sur la plage arrière pour les opérations ne nécessitant pas la rampe arrière de chalutage.
- Cinq emplacements de containers 20 pieds.

### Équipements Scientifiques
- Sondeur de pêche multifaisceaux Simrad ME 70[1] - avec option bathymétrie 0-500 m.
- Sondeur de pêche monofaisceau Simrad EK 60[2] 6 fréquences: 18, 38 ,70, 120, 200 et 333 kHz.
- Courantomètres Doppler Teledyne RDI Ocean Surveyor ADCP[3] 38 kHz et 150 kHz.
- Sondeur hydrographique Simrad EA500 - 12 kHz.
- Sonar de pêche omnidirectionnel Simrad SR 240 - 24 kHz.
- Centrale de synchronisation acoustique Ifremer OSEA.
- Capteurs de chalut Marport[4] : Trawl Explorer, distancemètres panneaux et pointes d'ailes, immersion et température.
- Thermosalinomètre Seabird[5] SBE 21[6].
- Bathythermographe Sippican[7] MK21[8].
- Centrale météo Météo-France BATOS[9].
- Centrale horaire ACEB[10] Sofy EXP320[11].

### Équipements de navigation
- 2 x gyrocompas à fibre optique IxSea[12] OCTANS[13].
- 2 x récepteurs GPS : :Ashtech HDS800 et Aquarius.
- Positionnement dynamique SIREHNA DP1.
- Pilote automatique Anschütz[14] NP 2015.
- Loch électromagnétique BEN Galatée MK3.
- 2 x radars FURUNO[15] FAR 2827 (bande X - 3 cm) et FAR 2837S (bande S - 10 cm).
- Récepteur de corrections différentielles par satellite Seastar[16] 3510LR[17].
- Centrale intégrée de navigation Genavir CINNA.

### Personnels
L'équipage minimum en transit est composé de 17 officiers et marins :
1. Commandant
2. Second Capitaine
3. Lieutenant 0-4 (navigation)
4. Chef mécanicien
5. Second Mécanicien
6. Troisième mécanicien
7. Officier électronicien
8. Maître d’équipage
9. Matelot de quart 0-4
10. Matelot de quart 4-8
11. Matelot de quart 8-12
12. Maître machine
13. Maître électricien
14. Ouvrier mécanicien
15. Chef Cuisinier
16. Maître d'hôtel
17. Aide de cuisine

En mission, sont ajoutés :
1. lieutenant 8-12 (commissaire)
2. Second cuisinier
3. Second maître d'hôtel
4. Chef ramendeur
5. Chef de bordée
6. Trois matelots de roulante

Ce qui porte l'équipage à 25 personnes.
À ces 25 membres d'équipage viennent se rajouter jusqu'à 25 scientifiques.